# Eufriesea pulchra
Eufriesea pulchra är en biart som först beskrevs av Smith 1854.  Eufriesea pulchra ingår i släktet Eufriesea, tribus orkidébin, och familjen långtungebin. Inga underarter finns listade.